# Queísmo
El queísmo es la omisión de una preposición, sobre todo de, cuando precede a que en oraciones subordinadas del idioma español.
Ejemplos son las frases: 
- Es hora que me escuchen (título de un libro de Eduardo Duhalde, expresidente de Argentina, en vez de Es hora de que me escuchen).
- Me alegro que te vayas (en vez de Me alegro de que te vayas).
- No me di cuenta que habías venido (en vez de No me di cuenta de que habías venido).
- Estoy de acuerdo que hay que hacerlo (en vez de Estoy de acuerdo en que hay que hacerlo).
- Intentaré convencerte que siempre te amé (de una canción de Antonio Orozco, en vez de Intentaré convencerte de que siempre te amé).
- Estoy segura que esta vez (de una canción de Paulina Rubio, en vez de Estoy segura de que esta vez).
- Antes que vuelva a caer (título de una canción de Eruca Sativa, en vez de Antes de que vuelva a caer).

La Real Academia lo considera un empleo indebido, aunque es una simplificación muy habitual en el lenguaje coloquial tanto en España como en América. Desde el punto de vista normativo, se considera un error diametralmente opuesto al dequeísmo, y a veces se considera una ultracorrección de este fenómeno gramatical.
Para las personas que hablen español como lengua primera, he aquí algunas formas de saber si la opción normativa obliga a utilizar o no la preposición de (u otra):
- Sustituir toda la oración subordinada por eso. Ejemplo: Estoy seguro de (que vienes) → Estoy seguro de eso. En cambio, Estoy seguro eso no tendría sentido.
- Pasarla a interrogativo sustituyendo la oración subordinada por qué. En el ejemplo anterior, ¿De qué estoy seguro?, pero no ¿Qué estoy seguro?

Para quienes aprendan castellano como lengua extranjera, hay listas de verbos y de preposiciones con las que va cada una para ser memorizadas.
En idiomas como el italiano, el francés o el catalán, la caída de la preposición delante de la conjunción que es la norma.